# 토성 (지구과학)

토성(土性, soil texture)은 토양의 성질을 분류하는 것을 말한다. 대한민국에서 토양을 형성한 암석 중에 가장 많이 분포되어 있는 것은 화강암류(27%), 편마암류(36%), 그 다음으로 현무암·반암(斑岩)·응회암 등의 화성암 및 석회암·혈암·사암·역암 등의 수성암이 약 37%의 비율로 분포되어 있다. 가장 널리 분포되어 있는 화강암류와 편마암류의 토양은 대개 사질양토 또는 양토(壤土)로 되어 있다. 그리고 길주·명천 지방과 철원·평강·신계·곡산·제주도 등에 분포되어 있는 현무암과 점판암·혈암 등의 토양은 비교적 점성(粘性)이 강한 식토로 되어 있다. 또 대한민국에 널리 분포되어 있는 석회암의 토양은 테라로사라고 하는 점성이 강한 자색점토 또는 황토로 되어 있다. 그리고 하천 하류지방에는 충적작용으로 이룬 사질양토가 많다.

## 같이 보기
- 유속계

## 참고 자료
- 이 문서에는 다음커뮤니케이션(현 카카오)에서 GFDL 또는 CC-SA 라이선스로 배포한 글로벌 세계대백과사전의 내용을 기초로 작성된 글이 포함되어 있습니다.